# Friedrich Ast

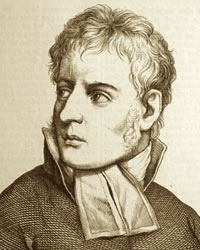
Friedrich Ast

Georg Anton Friedrich Ast (* 29. Dezember 1778 in Gotha; † 31. Dezember 1841 in München) war ein deutscher Klassischer Philologe und Philosoph, der als Philosophiehistoriker und als Platonforscher bekannt wurde.

## Leben
Ast begann 1798 an der Universität Jena ein Studium der Theologie, wechselte aber unter dem Einfluss der philologischen Veranstaltungen Heinrich Karl Eichstädts zur Klassischen Philologie und Philosophie. Er hörte in dieser Zeit u. a. bei Friedrich Schlegel, Johann Gottlieb Fichte und Friedrich Wilhelm Joseph Schelling. Nach seinem Examen 1802 war er drei Jahre lang Dozent der Philologie und Philosophie in Jena. 1805 folgte er einem Ruf auf den Lehrstuhl für Klassische Philologie an der Universität Landshut als Professor für Ästhetik. Zudem wurde er 1807 Professor für Universalgeschichte. Nach der Verlegung der Universität nach München im Jahr 1826 wechselte Ast dorthin und wurde 1827 ordentliches Mitglied der Philosophisch-Historischen Klasse der Bayerischen Akademie der Wissenschaften.
Friedrich Ast starb 1841 im Alter von 63 Jahren in München.

## Grabstätte

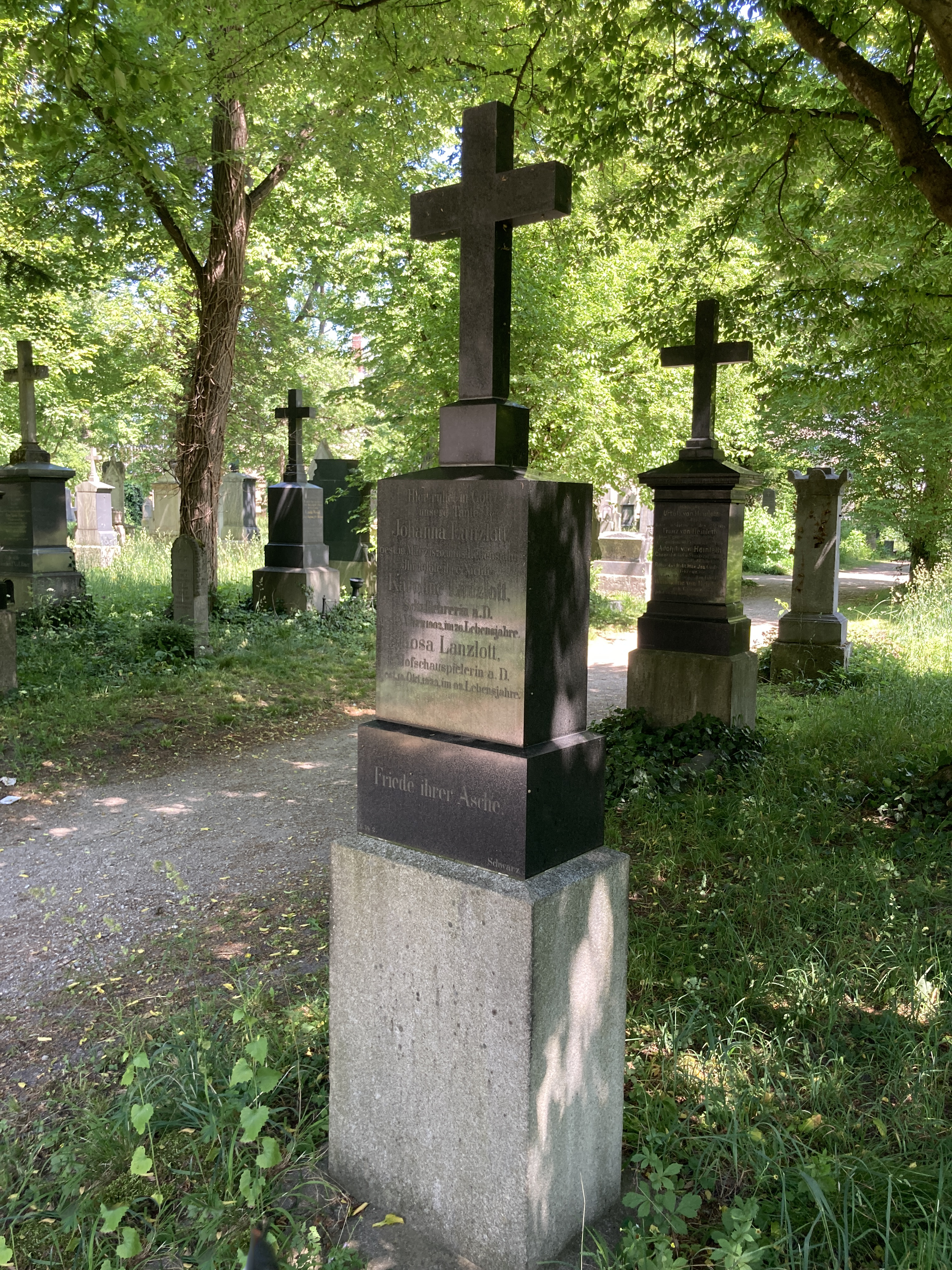
Grab von Friedrich Ast auf dem Alten Südlichen Friedhof in München

Die Grabstätte von Friedrich Ast befindet sich auf dem Alten Südlichen Friedhof in München (Gräberfeld 6 - Reihe 14 - Platz 2) Standort.Auf dem Grabstein ist Friedrich Ast nicht erwähnt aber ausweislich des Grabbuchs dort begraben. In dem Grab liegt auch  - wie auf dem Grabstein zu lesen - die Schauspielerin Rosa Lanzlott und weitere Verwandte aus ihrer Familie.

## Werk
Ast verfasste zahlreiche Handbücher im ästhetischen, grammatischen, philosophischen und historischen Bereich. Von 1808 bis 1810 gab Ast die Zeitschrift für Wissenschaft und Kunst heraus. Philosophiehistorisch vertrat Ast in Anlehnung an Schelling eine organische Auffassung der Geschichte. Im Gegensatz zum rationalistischen Denken der Aufklärung betonte Ast ganz im Sinne der Romantik das spekulative, philosophische Moment, das man in der Geschichtsschreibung mit der Empirie verbinden müsse. Er vertrat zudem die Auffassung, dass die Geschichte der Philosophie als ein Teil der Universalgeschichte aufzufassen sei und suchte den Anfang der Philosophie nicht mehr bei den Griechen, sondern im antiken Orient. Ast ist wohl der erste, der die  These vom hermeneutischen Zirkel formuliert hat. Ein späterer Schwerpunkt seiner Forschung lag auf dem Leben und Werk des griechischen Philosophen Platon, bei dem er besonders das Genie und die Poetik für bedeutsam hielt. Seine meistbeachteten Werke auf diesem Gebiet, die noch lange nach seinem Tod geschätzt wurden, waren unter anderem Plato's Leben und Schriften (1816), eine Gesamtausgabe mit lateinischer Übersetzung in 9 Bänden (1819–1827), zwei Bände Kommentare zu den platonischen Dialogen Protagoras, Phaidros, Gorgias und Phaidon (1829–1832) und ein umfangreiches Lexicon Platonicum (1.974 Seiten) in drei Bänden (1834–1839).

## Schriften
- Grundriß einer Geschichte der Philosophie. Thomann, Landshut 1807, Digitalisat der Ausgabe 1807, (2., vermehrte und verbesserte Auflage. ebenda 1825, Digitalisat der Ausgabe 1825).
- Grundlinien der Grammatik, Hermeneutik und Kritik. Thomann, Landshut 1808, Digitalisat.
- Grundriß der Philologie. Krüll, Landshut 1808, Digitalisat.
- Platon's Leben und Schriften. Ein Versuch, im Leben wie in den Schriften des Platon das Wahre und Aechte vom Erdichteten und Untergeschobenen zu scheiden, und die Zeitfolge ächten Gespräche zu bestimmen. Weidmann, Leipzig 1816, Digitalisat.
- Hauptmomente der Geschichte der Philosophie Weber, München 1829, Digitalisat.
- Lexicon Platonicum sive vocum Platonicarum index. 3 Bände. Weidmann, Leipzig 1835–1839.